# جين ويست
جين ويست (بالإنجليزية: Jayne West)‏ هي مغنية أوبرا ومغنية أمريكية، (و. 1900  م).